# Entodontopsis pygmaea
Entodontopsis pygmaea là một loài Rêu trong họ Stereophyllaceae. Loài này được (Paris & Broth.) W.R. Buck & Ireland mô tả khoa học đầu tiên năm 1985.